# NGC 1355
NGC 1355 (również PGC 13169) – galaktyka soczewkowata (S0), znajdująca się w gwiazdozbiorze Erydanu. Odkrył ją Heinrich Louis d’Arrest 8 października 1864 roku.
W galaktyce tej zaobserwowano supernową SN 2009im.